# Orquesta Filarmónica Municipal de Guayaquil

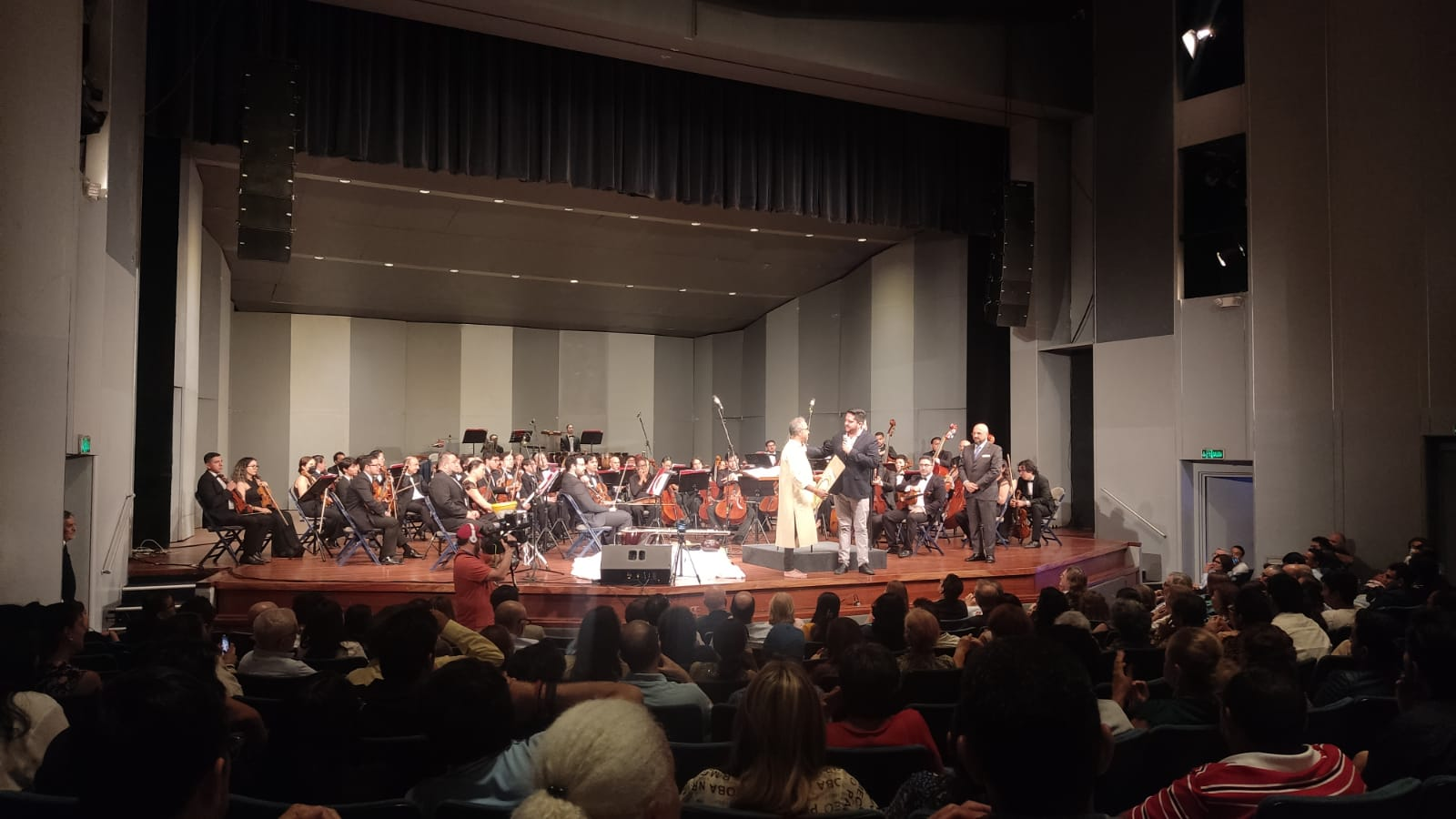

La Orquesta Filarmónica fue creada por el Municipio de Guayaquil. Fundada el 22 de julio de 2017. Desde su inauguración su sede oficial es el Teatro Centro de Arte de la Sociedad Femenina de Cultura.

## Directores
El director de orquesta es el armenio-ecuatoriano David Harutyunyan.